# 제1차 왕자의 난
제1차 왕자의 난은 1398년 왕위 계승권을 에워싸고 일어난 왕자간의 싸움으로, 태조 이성계의 다섯째 아들 이방원이 반란을 일으켜 반대 세력을 제거하였기 때문에 방원의 난으로도 불리며, 그밖에 무인정사(戊寅定社)라고도 불린다. 제2차 왕자의 난이 동복(同腹) 형제간의 싸움이라면, 제1차 왕자의 난은 이복 형제간의 싸움이다.

## 원인
왕자의 난의 원인은 크게 세자 책봉 문제와 사병 혁파, 요동 정벌 준비 등에서 비롯했다. 더욱이 붙여서 말하자면, 태종 이방원의 관점과 정도전의 관점이 충돌해서 생긴 문제의 일환이라 할 수 있다.

### 세자 책봉 문제
태조에겐 조선을 개국하기 전에 맞이한 두 명의 정처(正妻)가 있었는데, 첫번째 부인은 그가 무명 장수 시절에 고향에서 맞이한 한씨이며 다른 한 명은 군공으로 입신양명한 그가 개경에서 맞이한 강씨이다. 
하지만 한씨는 조선개국전 1391년에 이미 사망했으므로 태조는 고려조 왕비를 배출하는 최고 명문 가문이자 당대 제일 권문세가의 딸이었던 강씨의 집안 배경 및 강씨의 두터운 인맥과 지모의 도움으로 개국왕(開國王)으로 등극할 수 있었다. 이에 태조는 왕으로 등극한 직후, 강씨를 왕비로 책봉하여 정비(正妃)로 삼았으며 그녀의 소생인 어린 두 왕자 중에서 왕세자를 간택하여 막내인 방석을 왕세자로 책봉했다. 
한씨가 추존 왕비가 된 것은 그로 1년 후의 일로, 비록 한씨가 먼저 태조에게 출가하긴 하였으나 서열상 한씨는 차비(次妃)에 불과하였다. 더욱이 태조 5년(1396년), 현비 강씨가 병으로 서거하자 태조는 강씨를 추모하기 위해 왕후(王后)로 추봉하는데, 이로 인하여 이미 사망한 한씨의 서열은 명목상 후궁이 되었다.
절비 한씨 소생으로 1남 방우, 2남 방과(정종), 3남 방의, 4남 방간, 5남 방원(태종), 6남 방연이 있었는데, 특히 5남 이방원은 부왕(父王)의 처우에 대한 불평이 대단하였다. 또한 개국공신으로서 왕세자 이방석의 보도(輔導)를 책임지고 있는 정도전 이하 남은·심효생 등 소수 재신이 국왕과의 정치적 소통을 장악한 상황에서 일반 신료들의 불만이 있었다.

### 군권 분장 정책과 요동 정벌 준비
태조는 개국 초부터 공신과 종친들을 절제사로 임명하여 군권을 분할했고, 재위 기간 동안 이를 회수하고자 하였다.
뒤이어 태조의 지원 아래 정도전이 요동 정벌을 계획하고 사병(私兵)을 혁파해 군제(軍制)를 단일화하려 하자, 이방원은 이에 반발하여 조영무, 조온 등 사병을 가진 공신 및 종친들과 결탁했다.

## 경과
한양 신도(漢陽新都)의 공역(工役)이 완료된 지 2년 후인 1398년(태조 7) 음력 8월 정도전·남은·심효생 등이 비밀리에 모의하여 태조의 병세가 위독하다는 이유로 여러 왕자를 궁중으로 불러들인다. 이방원은 이를 정도전 등이 한씨 소생의 왕자들을 살육할 계획으로 해석하여, 미연에 방지한다는 명분을 세워 10월 5일(음력 8월 25일) 이방의, 이방간 등 여러 왕자들을 포섭하고 이숙번, 민무구, 민무질, 조준, 하륜, 박포, 이지란 등 휘하 부하들을 시켜 군사를 일으켰다.
그 뒤 남은의 집을 습격해 정도전과 남은을 살해했다. 같은 시각에 박위, 유만수, 장지화, 이근, 심효생을 살해하였고(10월 6일, 음력 8월 26일) 변란의 책임을 세자와 정도전 일파에게 전가했다. 또한, 세자 이방석은 폐위하여 귀양 보내는 도중 살해하고, 이방석의 동복 형 이방번도 함께 죽여 버렸다. 이 변란으로 세자 이방석이 폐위되니, 다음 세자로 이방원을 만들게 된 것은 정세의 당연한 귀추였다.

## 결과
이방원은 장자승계의 법칙을 따르기 위해 난을 일으킨 것으로 쿠데타를 정당화하며 세자 자리를 굳이 사양하고 둘째 형인 이방과에게 넘겨주었는데, 이는 큰형인 진안대군이 이미 사망하였기 때문이다. 이러한 행위에는 야심이 없고 정치적 기반이 약한 형 이방과에게 차기 제왕의 자리를 양보함으로써 아비를 치고 아우들을 살해한 주동자로써의 책임을 떠맡김과 동시에 훗날을 기약할 자신이 있었기 때문으로 보인다.
태조는 왕세자 이방석과 무안군 이방번, 그리고 사위 흥안군 이제의 죽음에 충격을 받고 한달 뒤인 9월에 이방과에게 왕위를 물려주니 그가 곧 정종이다. 이로부터 태조는 상왕(上王)으로 칭하게 되었다. 왕으로 즉위한 정종은 즉시 생모 절비 한씨를 신의왕후로 추존하여 신덕왕후 강씨와 동급으로 승격하였다. 이후 제2차 왕자의 난을 거치고 정종의 뒤를 이어 즉위한 태종은 신의왕후를 수비(首妃: 원비)로 교체하여 신덕왕후보다 윗서열로 만들었으며, 이로도 성이 차지 않아 신의왕후를 왕후보다 상급인 왕태후로 격상하였다가, 신덕왕후를 다시 현비로 조정하여 후궁으로 격을 낮추고 신덕왕후의 소생들을 서자로 격하시킨다. 먼 훗날인 현종 때 신덕왕후의 신주가 비로소 태묘(太廟: 종묘)로 옮겨지고 다시 왕후의 예우가 올려지지만, 현종 또한 신의왕후의 혈손이기에 신덕왕후를 신의왕후보다 격을 낮추어 신덕왕후 강씨가 태조의 첩으로 출가하였다가 신의왕후의 사후에 비로소 처로 승격하여 왕비가 된 계비로 조정하였다.
정종 2년(1400년)에는 제2차 왕자의 난이 일어나게 된다.

## 의의
제1차 왕자의 난은 정치적으로 보면 조선의 개국공신이자 당대 실력자였던 정도전의 일파를 왕권에 야심이 있던 왕의 오남(五男)인 이방원의 일파가 집권 세력 내 쿠데타를 통해 타도하고 권력을 차지한 사건이지만, 좀 더 협의(狹義)로 볼 때에는 이복형제 간의 왕위 쟁탈을 위한 골육상쟁이었다.

## 참고 문헌
- 춘추관 관원들 (1413). 《태조실록》.

## 같이 보기
- 왕자의 난
- 제2차 왕자의 난
- 함흥차사